# 狼人之末日怒吼—地灵之血
《狼人之末日怒吼－地灵之血》是由法國公司Cyanide開發、Nacon發行的動作角色扮演遊戲，於2021年2月發行，對應Microsoft Windows、PlayStation 4、PlayStation 5、Xbox One和Xbox Series X。遊戲改編自White Wolf的桌上角色扮演遊戲《狼人之末日怒吼》，採用黑暗世界之設定。